# Dorinet
Le Dorinet ou ruisseau du Dorinet est un torrent de France situé dans les Alpes, en Savoie, dans le massif du Beaufortain. Il prend sa source au pied de l'aiguille de Roselette et de la tête de la Cicle, juste au sud du col du Joly et se dirige vers le sud-ouest pour finir sa course en se jetant dans le Doron entre Beaufort et Villard-sur-Doron. Il a la particularité de ne traverser aucun village, celui de Hauteluce se trouvant à environ 200 mètres plus haut que le lit du cours d'eau, sur l'adret du col des Saisies.

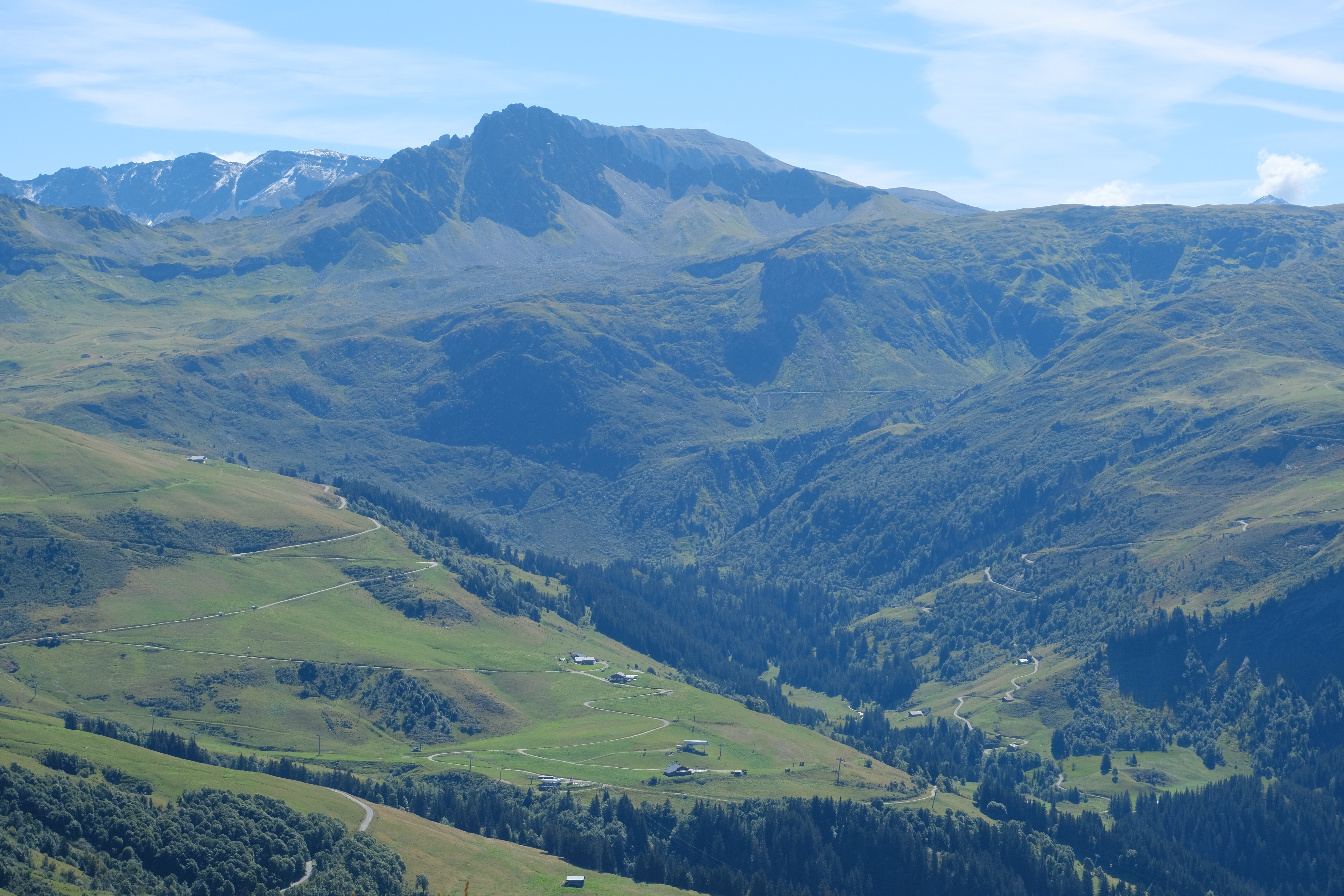
Vue du petit cirque au pied de la tête de la Cicle où le Dorinet prend sa source.

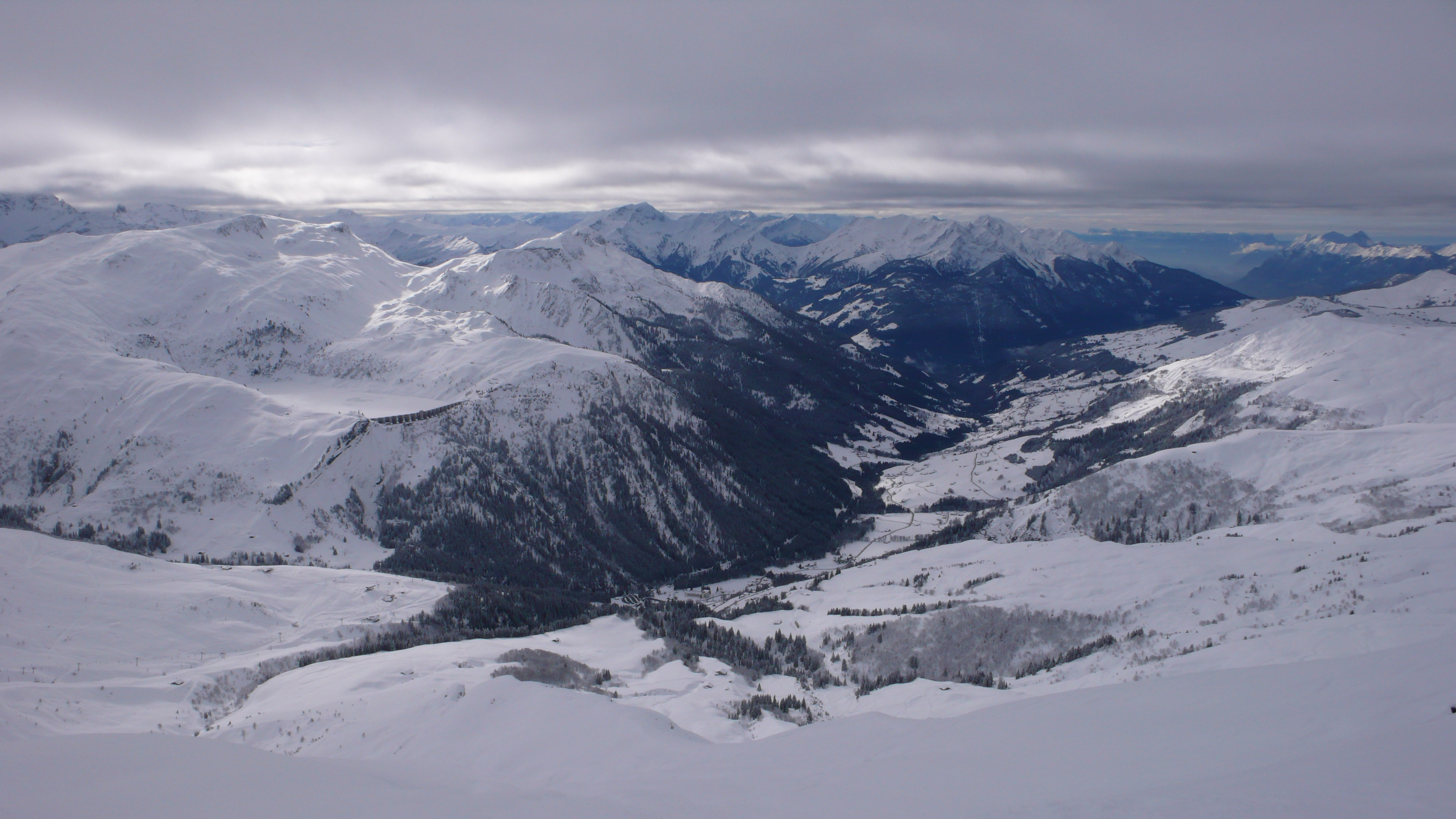
Vue hivernale depuis l'aiguille Croche au nord-est de la vallée de Hauteluce où s'écoule le Dorinet.